# 三一中心 (加利福尼亞州)
三一中心（英語：Trinity Center）是位於美國加利福尼亞州三一縣的一個人口普查指定地區。

## 地理
三一中心的座標為40°59′03″N 122°42′30″W / 40.98417°N 122.70833°W，而該地最高點為海拔高度770米（即2510英尺）。

## 人口
根據2010年美國人口普查的數據，三一中心的面積為13.547平方千米，當中陸地面積為13.547平方千米，而水域面積為0.000平方千米。當地共有人口267人，而人口密度為每平方千米19人。